# Gabriella Wilde
Gabriella Zanna Vanessa Anstruther-Gough-Calthorpe (Basingstoke, Hampshire, Inglaterra, 8 de abril de 1989), más conocida por su nombre artístico Gabriella Wilde o Gabriella Calthorpe, es una modelo y actriz inglesa. Famosa por sus roles en películas como Los tres mosqueteros (2011), Carrie (2013) y Endless Love (2014).

## Biografía
Gabriella Wilde es descendiente de la aristocrática familia Gough-Calthorpe. Su padre, hombre de negocios, es John Austen Anstruther-Gough-Calthorpe, un expresidente del Grupo de Watermark, y el nieto del barón Fitzroy Anstruther-Gough-Calthorpe. Su madre, Vanessa María Teresa (de apellido de soltera Hubbard), es la exmujer de Sir Dai Llewellyn, cuarto baronet. Vanessa es una ex-modelo que posó para David Bailey y John Swannell. A través de su abuelo materno, tiene antepasados que incluyen a Montagu Bertie, sexto conde de Abingdon, el general Thomas Gage, y el primer alcalde de la ciudad de Nueva York, Stephanus Van Cortlandt. Los padres de la abuela materna de Wilde eran compañeros de Bernard Fitzalan-Howard, 3.º barón Howard de Glossop y Mona Fitzalan-Howard, 11 baronesa Beaumont. Wilde tiene una hermana más joven, Octavia, así como cinco medio hermanos: Olivia Llewellyn y Arabella, del primer matrimonio de su madre, y Georgiana, Isabella y Jacobi, del primer matrimonio de su padre con Lady Mary-Gaye Curzon.
Gabriella Wilde asistió a la Escuela de Heathfield St. Mary, Ascot, y la Escuela de San Swithun, Winchester, antes de salir para seguir un curso de arte mientras continuaba con su carrera de modelo. Ella contrabandeó vodka en Heathfield, lo que resultó en la suspensión y el traslado a la prestigiosa St. Swithun. Estudió Bellas Artes en la ciudad y en la Escuela de Arte de Londres, pero lo dejó para dedicarse a la actuación.
Asimismo, Wilde confiesa considerarse a ella misma como católica sin denominación afirmando que la religión es maravillosa y siempre se ha usado para cosas hermosas y seguirlas espiritualmente aunque aun así casi no se identifica con cualquier otra religión pero ora de vez en cuando. Sus padres son budistas desde 2012. Se casó con el músico Alan Pownall el 13 de septiembre de 2014. Dio a luz a su primer hijo, Sasha Blue Pownall, el 3 de febrero de 2014. En 2016, dio a luz a su segundo hijo, Shiloh Silva Pownall y en 2019 dio a luz a su tercer hijo Skye Pownall

## Trayectoria profesional
Gabriella Wilde comenzó su carrera como modelo a los 14 años descubierta por Naomi Campbell, se unió a su agencia Premier Model Management y ha aparecido en campañas para empresas como LKBennett, Lacoste, Abercrombie & Fitch, Burberry, Topshop y posó para InStyle, Cosmopolitan, Vogue y Nylon.
En 2007, fue nombrada 'second-most-eligible girl' en Gran Bretaña, pero rechazó la atención de la prensa y la etiqueta de " It Girl ".[cita requerida]
En diciembre de 2009, Wilde hizo su debut como actriz en la película de comedia de aventuras St Trinian 2: La leyenda del oro de Fritton. En mayo de 2010, Wilde apareció en un epis odio de la serie de televisión de la BBC Doctor Who.
En diciembre de 2010, debutó cinematográficamente en la película de aventuras de Los tres mosqueteros, una adaptación de la novela del mismo nombre. Interpretó el papel de Constanza Bonacieux, dama de honor de la reina, y fue protagonista junto a Orlando Bloom y Logan Lerman. La película fue lanzada en octubre de 2011 y llegó a hacer más de $ 132 millones en todo el mundo. La película fue mal recibida por los críticos con una calificación de 24% en Rotten Tomatoes basado en los comentarios de 90 críticos. 
En marzo de 2012, formó parte del reparto del episodio piloto de televisión de ciencia ficción Dark Horse, de ABC. La serie se centra en un estudiante de ciencias que se entera de que él es el elegido, encargado de destruir las fuerzas del mal. El piloto no fue seleccionado por ABC para la temporada televisiva 2012-2013. Ese mismo año Wilde protagonizó el cortometraje Il Maestro y se une a otra película titulada Los ocupantes ilegales.
Además de Dark Horse, participó en el MGM y Screen Gems remake de Carrie, ese mismo mes (como Sue Snell ). La película fue dirigida por el director Kimberly Peirce, y protagonizada por Chloë Moretz y Julianne Moore. El rodaje comenzó en junio de 2012, y fue lanzado en octubre de 2013.
En 2014, protagonizó el remake de Amor sin fin, con Alex Pettyfer. 
En 2016 se unió al reparto de la serie Podlark, basada en los libros de Winston Graham.

## Filmografía
| Películas | Películas                            | Películas           | Películas       |
| Año       | Título                               | Rol                 | Notas           |
| --------- | ------------------------------------ | ------------------- | --------------- |
| 2009      | St Trinian's 2: El tesoro de Fritton | Saffy               |                 |
| 2011      | Los tres mosqueteros                 | Constance Bonacieux |                 |
| 2012      | Sir                                  | Cellist             |                 |
| 2013      | Carrie                               | Sue Snell           | Co-protagonista |
| 2014      | Endless Love                         | Jade Butterfield    |                 |
| 2014      | Squatters                            | Kelley Gindrale     |                 |
| 2015      | Swiss Army Man                       | Cecil               |                 |

| Año  | Título     | Rol                 | Notas                              |
| ---- | ---------- | ------------------- | ---------------------------------- |
| 2010 | Doctor Who | Tessa               | Episode: "Los vampiros de Venecia" |
| 2012 | Dark Horse | Wynter-Lee Cardigan | Piloto de la ABC no salido al aire |
| 2016 | Poldark    | Caroline Penvenen   |                                    |